# リン・カーター
リン・カーター（Lin Carter （Linwood Vrooman Carter）、1930年6月9日 - 1988年2月7日）は、アメリカ合衆国のファンタジー作家、SF作家、評論家、編集者。

## 略歴
フロリダ州セントピーターズバーグ出身。コロンビア大学卒業。
幼少時から幻想文学全般の熱狂的なファンで、多くのファンジンに小説や評論を寄せた。1957年に作家デビュー。
レムリアン・サーガなどの執筆や、ファンタジーのアンソロジー編集を行い、忘れられたジャンルであったヒロイック・ファンタジーを復興させた。出版社「バランタイン・ブックス」から「バランタイン・アダルト・ファンタジー」というペーパーバック叢書を編集、大人向けのファンタジー作品を広く一般に紹介した。
また、1960年代に結成されたアメリカ剣士と魔術師ギルドというヒロイック・ファンタジー作家グループの一員となった（L・スプレイグ・ディ・キャンプ、ジョン・ジェイクスとの３名で創設）。
また、L・スプレイグ・ディ・キャンプらと共にロバート・E・ハワードの『英雄コナン』シリーズの続編も手がけている。
クトゥルフ神話ジャンルにおいては、作家同士の書簡でしか語られていなかった設定を小説に反映させたり、クトゥルフの出身惑星や眷属を新たに設定し、またGreat Old Onesに対してLesser Old Onesと言う名称を創造するなど、目覚しい活躍を見せた。
カーターはニューヨークに実在した Trap Door Spiders という文士の集まりの一員で、それがアイザック・アシモフの作った架空の黒後家蜘蛛の会の元になった。アシモフの小説では、画家のマリオ・ゴンザロがカーターをモデルとしたキャラクターである。

## 著作リスト

### レムリアン・サーガ（Thongor）
1. 『ゾンガーと魔道師の王』（Thongor and the Wizard of Lemuria(1965)、多田雄二訳、ハヤカワ文庫SF） 1973
2. 『ゾンガーと竜の都』（Thongor and the Dragon City(1966)、多田雄二訳、ハヤカワ文庫SF） 1973
3. 『邪神と戦うゾンガー』（Thongor Against the Gods(1967)、多田雄二訳、ハヤカワ文庫SF） 1974
4. 『ゾンガーと魔道師の都』（Thongor in the City of Magicians(1968)、関口幸男訳、ハヤカワ文庫SF） 1977
5. 『時の果てに立つゾンガー』（Thongor at the End of Time(1968)、関口幸男訳、ハヤカワ文庫SF） 1978
6. 『海賊と戦うゾンガー』（Thongor fights the Pirates of Tarakus(1970)、関口幸男訳、ハヤカワ文庫SF） 1978

### 緑の太陽（Green Star）
- 『緑の星の下で』（Under the Green Star （1972）、関口幸男訳、ハヤカワ文庫） 1976
- 『緑の星の招くとき』（When the Green Star Calls （1973）、関口幸男訳、ハヤカワ文庫） 1976
- 『緑の星の暗黒世界で』（By the Light of the Green Star （1974）、関口幸男訳、ハヤカワ文庫） 1977
- （未訳） As the Green Star Rises （1975）
- （未訳） In the Green Star's Glow （1976）

### クトゥルフ神話
- 「クトゥルー神話の神神」（1957）：青心社『クトゥルー1』収録
- 「クトゥルー神話の魔道書」（1956）：青心社『クトゥルー2』収録
- 『エイボンの書 クトゥルフ神話カルトブック』（2008。The Book of Eibon 2001の邦訳）
- 『カーター版ネクロノミコン』（2011。原書は1996）
- 『クトゥルーの子供たち』（2014。The Xothic Legend Cycle 1997のアレンジ邦訳）

### 研究書
- 『トールキンの世界』（Tolkien: a Look Behind 'The Lord of the Rings (1972)、荒俣宏訳、晶文社 1977） 
  - 新版『ロード・オブ・ザ・リング 『指輪物語』完全読本』（角川書店＋角川文庫） 2002
- 『ファンタジーの歴史 空想世界』（Imaginary Worlds: the Art of Fantasy (1973)、中村融訳、東京創元社 2004）
- 『クトゥルー神話全書』（Lovecraft: A Look Behind the Cthulhu Mythos (1972)、朝松健 監修、竹岡啓訳、東京創元社 2011）
※他に未訳作品多数。